# Białanowszczyzna
Białanowszczyzna (biał. Беланоўшчына, Biełanouszczyna; ros. Белановщина, Biełanowszczina) – wieś na Białorusi, w obwodzie mińskim, w rejonie stołpeckim, w sielsowiecie Litwa.

## Historia
W XIX i w początkach XX w. położona była w Rosji, w guberni mińskiej, w powiecie mińskim, w gminie Iwieniec.
W dwudziestoleciu międzywojennym leżała w Polsce, w województwie nowogródzkim, w powiecie wołożyńskim, w gminie Wołma. W 1921 miejscowość liczyła 22 mieszkańców, zamieszkałych w 4 budynkach, w tym 16 Białorusinów i 6 Polaków. 16 mieszkańców było wyznania prawosławnego i 6 rzymskokatolickiego.
Po II wojnie światowej w granicach Związku Sowieckiego. Od 1991 w niepodległej Białorusi.